# Tuchwerk Aachen

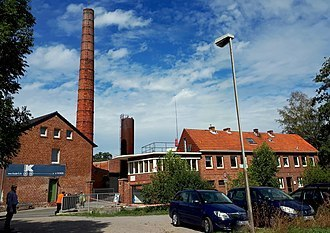
Stockheider Mühle

Das Tuchwerk Aachen, ehemals Textilmuseum Aachen, ist eine öffentliche Einrichtung mit Museumscharakter, die sich in der historischen und denkmalgeschützten Stockheider Mühle im Landschaftspark Soers des Aachener Stadtteils Laurensberg befindet. Darin wird die Geschichte der Tuchindustrie in Aachen anhand von zahlreichen Exponaten und Schautafeln historisch aufgearbeitet und dargestellt.

## Beschreibung
Die Einrichtung wird geleitet vom „Tuchwerk Aachen e. V.“ in Kooperation mit der „Tuchwerk Soers gGmbH“ und der „Margarete Lorenz-Stiftung“. Bereits von 2006 bis 2012 betrieb der Verein das „Textilmuseum Aachen“ in der Komerichen Mühle im Aachener Stadtteil Brand, das aufgrund der zu geringen Ausstellungsfläche und der schlechten Verkehrsanbindung aufgegeben werden musste. Seit 2014 befindet sich das Tuchwerk Aachen in der historischen und denkmalgeschützten Stockheider Mühle am Strüver Weg Nr. 116.
Ziel der Träger der Einrichtung ist es, mit Unterstützung durch öffentliche und private Zuschüsse das Depot weiter ausbauen zu können, die Sammlungen zu erweitern, die Stockheider Mühle als Kultur- und Wissensstandort zu etablieren und erneut den Status eines offiziellen Museums zu erhalten. Das Tuchwerk Aachen ist Mitglied in der Arbeitsgruppe „Internationale Wollroute Euregio Maas-Rhein“.
Derzeit ist das Tuchwerk Aachen, außer an den regelmäßigen Tagen des offenen Denkmals, einmal pro Woche für die Öffentlichkeit zugänglich und bietet darüber hinaus Kurse, Seminare, Filmabende und Spezialführungen zum Thema Tuchfabrikation an. Durch Untervermietung eines Teils der Mühlengebäude für kulturelle und künstlerische Zwecke wie beispielsweise an das Theater K oder an die Erben des Künstlers Clemens Pasch soll darüber hinaus ein Brückenschlag von Kunst zur Geschichte, beispielsweise durch Aufführungen mit Bezug zur Textilgeschichte, hergestellt und Einnahmen akquiriert werden.

## Vision und Umsetzung

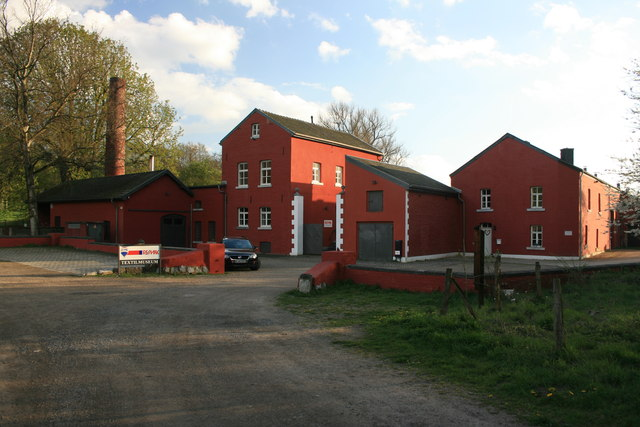
Komericher Mühle; ehemaliger Sitz des Textilmuseums Aachen

Um die ruhmreiche Zeit der Aachener Tuchindustrie, sowie deren Ausrüstung und Anlagen nicht in Vergessenheit geraten zu lassen, gründeten im Jahre 2003 ehemalige Textilunternehmer,
Textilfachleute, Lehrer, Historiker und Museumsfachleute sowie der Zinkhütter Hof und das LVR-Industriemuseum mit der Tuchfabrik Müller den „Verein zur Pflege der Aachener Textilindustrie-Geschichte e. V.“. Zwecks besserer Vernetzung wurde er zugleich Mitglied im „Verein der Industriemuseen der Euregio Maas-Rhein e. V.“, im „Netzwerk exploregio.net“ und im „Netzwerk außerschulischer Lernorte“ in der Euregio und betrieb eine enge Kooperation unter anderem mit dem wissenschaftlichen Dienst des Westfälischen Industriemuseums Bocholt und dem Industrion in Kerkrade/NL. Zunächst quartierte sich der Verein in die kurz zuvor restaurierte Komericher Mühle ein, in deren ehemaliger Wolferei und der Sheddachhalle sie aus Firmennachlässen zahlreiche Textilmaschinen, Fotosammlungen, Firmenaufzeichnungen und vieles mehr zur Ausstellung brachten. Im Jahr 2006 änderte der Verein seinen Namen in „Tuchwerk Aachen e. V.“ und konnte schließlich mit Unterstützung der NRW-Stiftung und der Sparkasse Aachen das neue „Textilmuseum Aachen“ durch den Oberbürgermeister der Stadt Aachen Jürgen Linden eröffnen lassen.
Durch die zum einen immer größer werdende Sammlung von historischen Maschinen und zum anderen die Begrenztheit der Räumlichkeiten stieß der Verein bald an die Grenzen der Kapazität und sah sich nach neuen Orten und zugleich nach neuen Geldgebern um. Dazu wurde auf Initiative des Vereins ein Architekturbüro bestellt, das ein neues Nutzungskonzept für die seit 1983 ungenutzten Gebäudetrakte der Firma Becker & Führen in der Stockheider Mühle entwickelte. Das Planungskonzept sah eine Dreispartenlösung aus Gastronomie, Textilmuseum und Wohnen vor. Aus Kostengründen konnte, zumindest vorerst, dieser Komplettplan nicht umgesetzt werden. Als Übergangslösung entschloss sich deshalb der Verein im Jahr 2008, zunächst eine Halle in der Rütscher Straße anzumieten, und konnte schließlich die Stockheider Mühle aus dem Bestand der letzten Tuchfabrik Becker & Führen mittels Fördergeldern aus der 1994 gegründeten „Margarete Lorenz-Stiftung“ (Stiftungszweck: Kinder-/Jugendhilfe, Waisen) erwerben. Im Gegenzug erfolgte die Aufgabe des Standortes Komericher Mühle und die Verlegung der dortigen ebenso wie der in der Übergangshalle befindlichen Exponate zur Stockheider Mühle.

## Stockheider Mühle

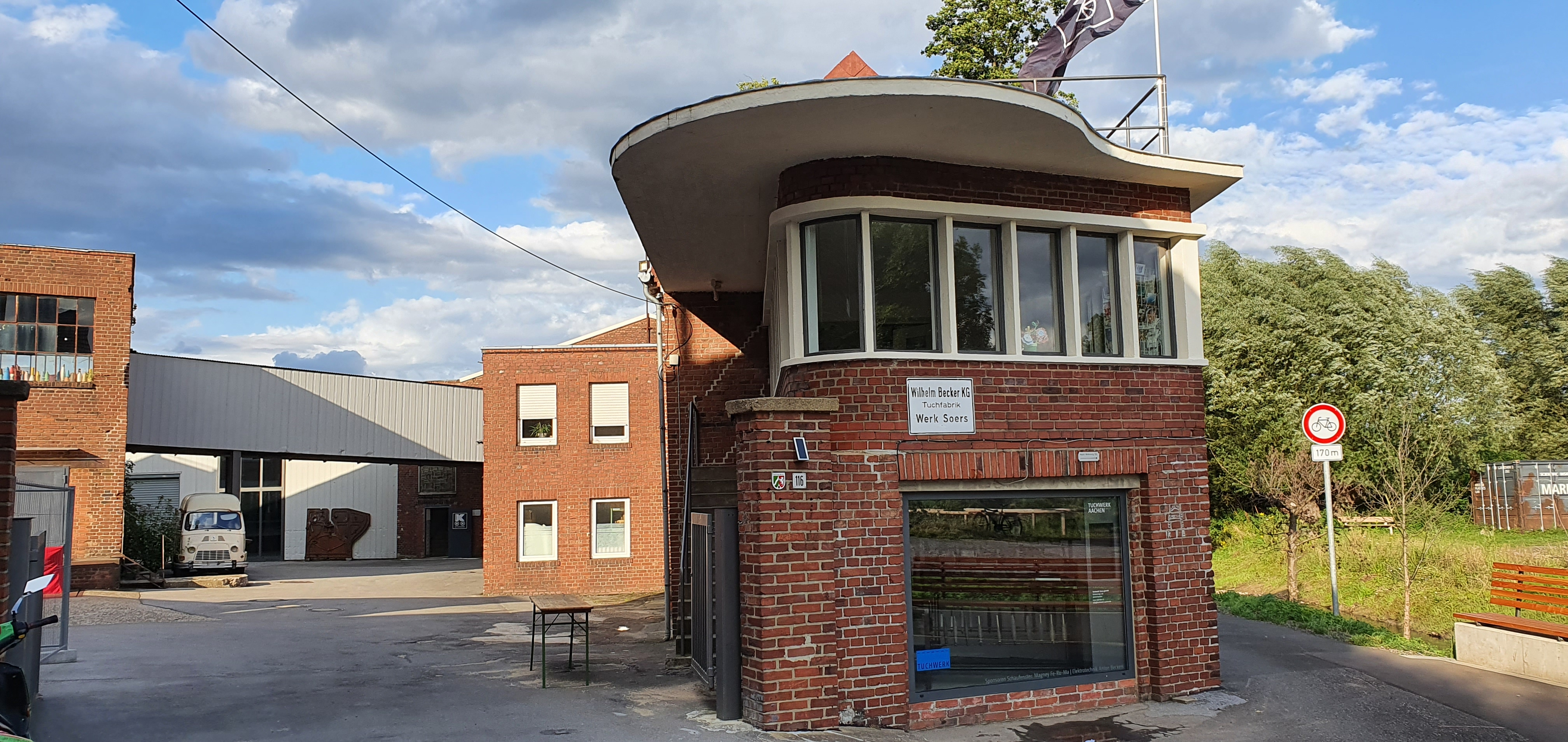
Pförtnerhaus

Die Stockheider Mühle ist eine von mehreren Mühlen am Ufer des Wildbachs und wurde im 13. Jahrhundert erstmals in einem Totenbuch des Aachener Marienstifts urkundlich erwähnt. Seit 1788 wurde sie zunächst als Walkmühle genutzt und 1891 von dem neuen Besitzer Thomas Rzehak für die Färberei und 1945 für die Appretur ausgebaut. Im Jahr 1969 übernahm das Unternehmen Becker & Führen aus Brand den Mühlenkomplex und betrieb die Anlage noch bis 1983. Anschließend stellte die Firma die Produktion ein und nutzte Teile der Gebäude lediglich als Depot, wobei andere Teile verfielen. Nach der endgültigen Schließung von Becker & Führen im Jahr 2003 und nach weiteren Jahren des Verfalls wurde im Jahr 2012 schließlich der gesamte Mühlenkomplex mit rund 5.000 m² Fläche dem Aachener Tuchwerk e. V. überschrieben, der seitdem rund 1.700 m² des Gebäudekomplexes für seine satzungsgemäßen Ziele nutzt und den Großteil der restlichen Fläche untervermietet.
Seit 2008 ist die Stockheider Mühle eine Station auf dem so genannten „weißen Weg“ vom Lousberg bis Kerkrade, der anlässlich der EuRegionale 2008 als touristische Attraktion angelegt wurde.

## Aufbaujahre

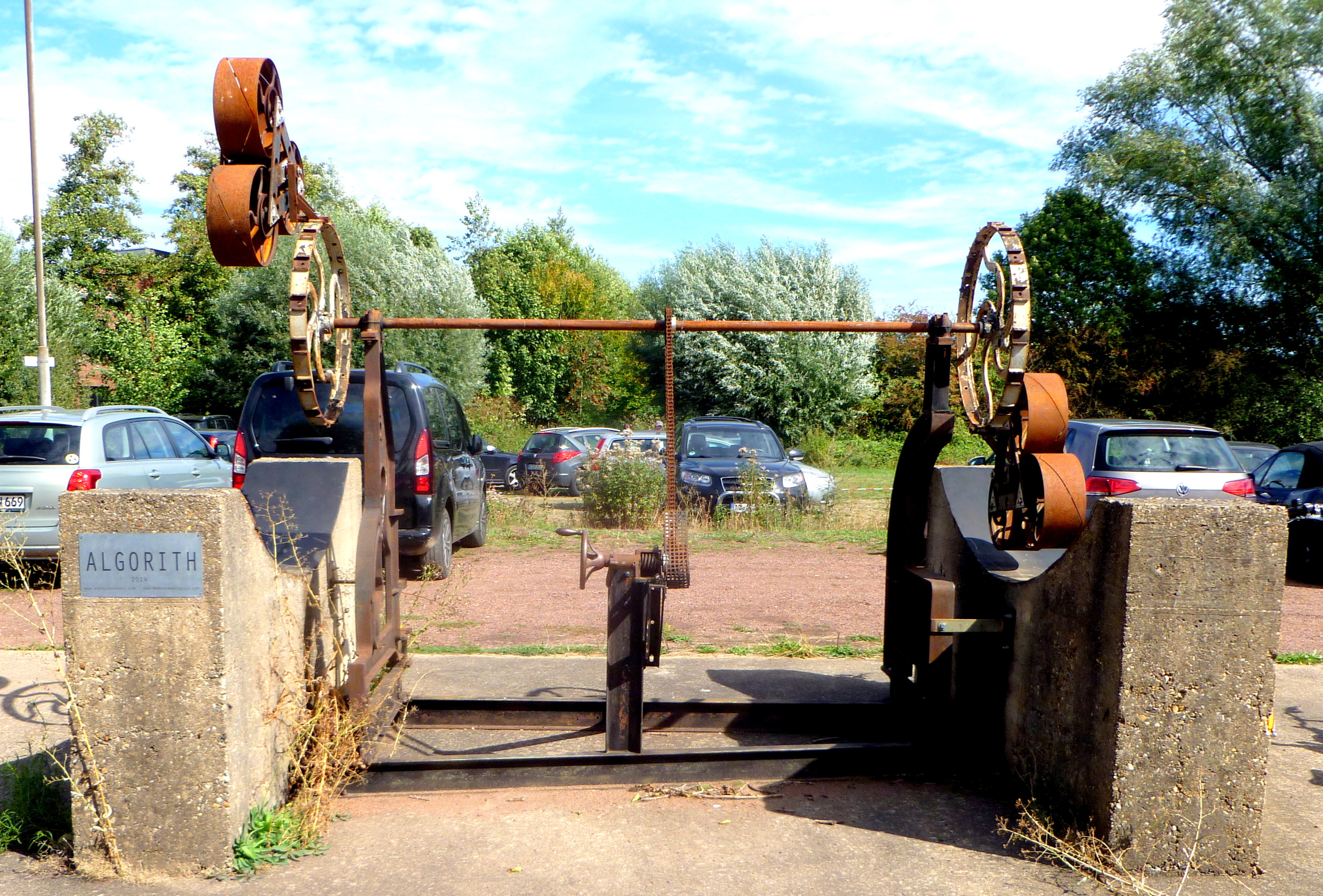
Algorith

Nach Übernahme durch den Tuchwerk Aachen e. V. begannen die eigentlichen Arbeiten zum Aufbau der Ausstellungsflächen, zur historischen Aufarbeitung der Sammlungen wie der Textilmaschinen und Produkte, zur Archivierung der Firmennachlässe wie Akten, Korrespondenzen, Musterbücher und Fotomaterial sowie der zahlreichen Firmenporträts und Personenbiografien. Schließlich konnte am 13. September 2014 das Tuchwerk-Depot durch den Oberbürgermeister Marcel Philipp eröffnet und die Ausstellungshallen als „Tuchwerk Aachen“ für die Öffentlichkeit freigegeben werden. Anlässlich der Eröffnungsfeierlichkeiten wurde vor der Stockheider Mühle die Skulptur „Algorith“ des Künstlers Arek Laskowski enthüllt. Sie soll mit ihren zahlreichen Zahnrädern symbolisch an das Räderwerk der Tuchmaschinen anknüpfen. Darüber hinaus gründete sich im Jahr 2016 die gemeinnützige „Tuchwerk Soers gGmbH“, die für die Verwaltung des Industriedenkmals zuständig ist. Die fortlaufende Dokumentation der Sammlung wird dabei inhaltlich und finanziell durch den Landschaftsverband Rheinland unterstützt.
Erklärtes Ziel des Tuchwerks Aachen ist es, das Depot und die Archivsammlungen weiter auszubauen, die Zusammenarbeit mit drei Forschungsinstituten der RWTH Aachen, dem DWI – Leibniz-Institut für Interaktive Materialien e. V. (zuvor: Deutsches Wollforschungsinstitut (DWI)), dem Institut für Textiltechnik (ITA) und dem Sonderforschungsbereich 532 der Fakultät für Architektur, zu intensivieren sowie die Einrichtung als „Kultur- und Wissensstandort Stockheider Mühle“ zu etablieren und erneut den Status als anerkanntes „Textilmuseum Aachen“ zu erhalten.

## Weitere Projekte
Zur Finanzierung dieser Ziele und um die Stockheider Mühle sowohl zu einem kulturellen Anziehungspunkt für die Bevölkerung als auch als Informationsquelle über das Tuchwerk Aachen um somit auf die Geschichte der lokalen Tuchproduktion aufmerksam zu machen, wurden nicht benötigte Räumlichkeiten untervermietet. So hatte als erstes das Theater K aus Aachen sein neues Quartier im Tuchwerk Aachen bezogen und die Künstlerfamilie Pasch ein Atelier eingerichtet. Seit Oktober 2018 quartierte sich ferner die Kleine Theaterfabrik im Tuchwerk ein, ein speziell für Kinder konzipiertes Puppen- und Figurentheaterprojekt der russischen Künstlerin Tatjana Jurakowa.
Darüber hinaus betreibt das Sozialwerk Aachener Christen gemeinsam mit dem Kolpingwerk und der Picco Bella gGmbH im Tuchwerk Aachen eine Produktionsschule für Jugendliche, in der unter anderem aus Maschinenteilen und Materialien der ehemaligen Tuchproduktion neue marktfähige Produkte hergestellt und zum Verkauf angeboten werden. Unterstützt durch die Bundesagentur für Arbeit organisiert das zuvor genannte Sozialwerk ein Flüchtlingsintegrationsprojekt im Tuchwerk, bei dem Menschen mit Flucht- und Migrationshintergrund vielfältige Tätigkeiten lernen und vertiefen sowie ihre Sprachkenntnisse verbessern können. Ferner stellt das Tuchwerk Aachen weitere freie Räumlichkeiten für regelmäßige Filmabende mit thematischem Bezug zur Tuchgeschichte zur Verfügung und wurde bereits als Aufführungsort in den Katalog von „Docfest on Tour“ und „Filmschauplätze NRW“ sowie für das Kulturfestival across the borders aufgenommen. So kam beispielsweise im Jahr 2018 der preisgekrönte Spielfilm Der seidene Faden von Paul Thomas Anderson zur Aufführung.

## Exponate (Auswahl)
Die Sammlung des Tuchwerks Aachen umfasst mittlerweile mehrere 1000 Exponate von kleinteiligem Zubehör bis zur Großmaschine aus diversen Firmennachlässen und Schenkungen, von denen mit finanzieller Unterstützung der Landschaftsverbände in Nordrhein-Westfalen bisher rund 2000 Einzelteile in einer Datenbank erfasst und fachgerecht gelagert und gewartet werden konnten. Ein Großteil davon ist bereits für die Ausstellung präpariert und teilweise noch zu Vorführungszwecken einsatzfähig. Didaktisch ist die Ausstellung derzeit so aufgebaut, dass der Besucher die einzelnen Arbeitsschritte von der Flocke zum Tuch anhand der Exponate einleuchtend nachvollziehen kann. Ergänzt wird der „Maschinenpark“ durch zahlreiche Informationstafeln über die einzelnen Arbeitsgänge (kardieren, scheren, spinnen, weben, färben, veredeln etc.) sowie über ausgewählte Firmenporträts von Aachener Tuchfabriken und auswärtigen Spezialunternehmen wie beispielsweise die Kammgarnwerke AG aus Eupen oder die Billardtuchfabrik Simonis aus Verviers. Zu den markantesten Exponaten zählen unter anderem:

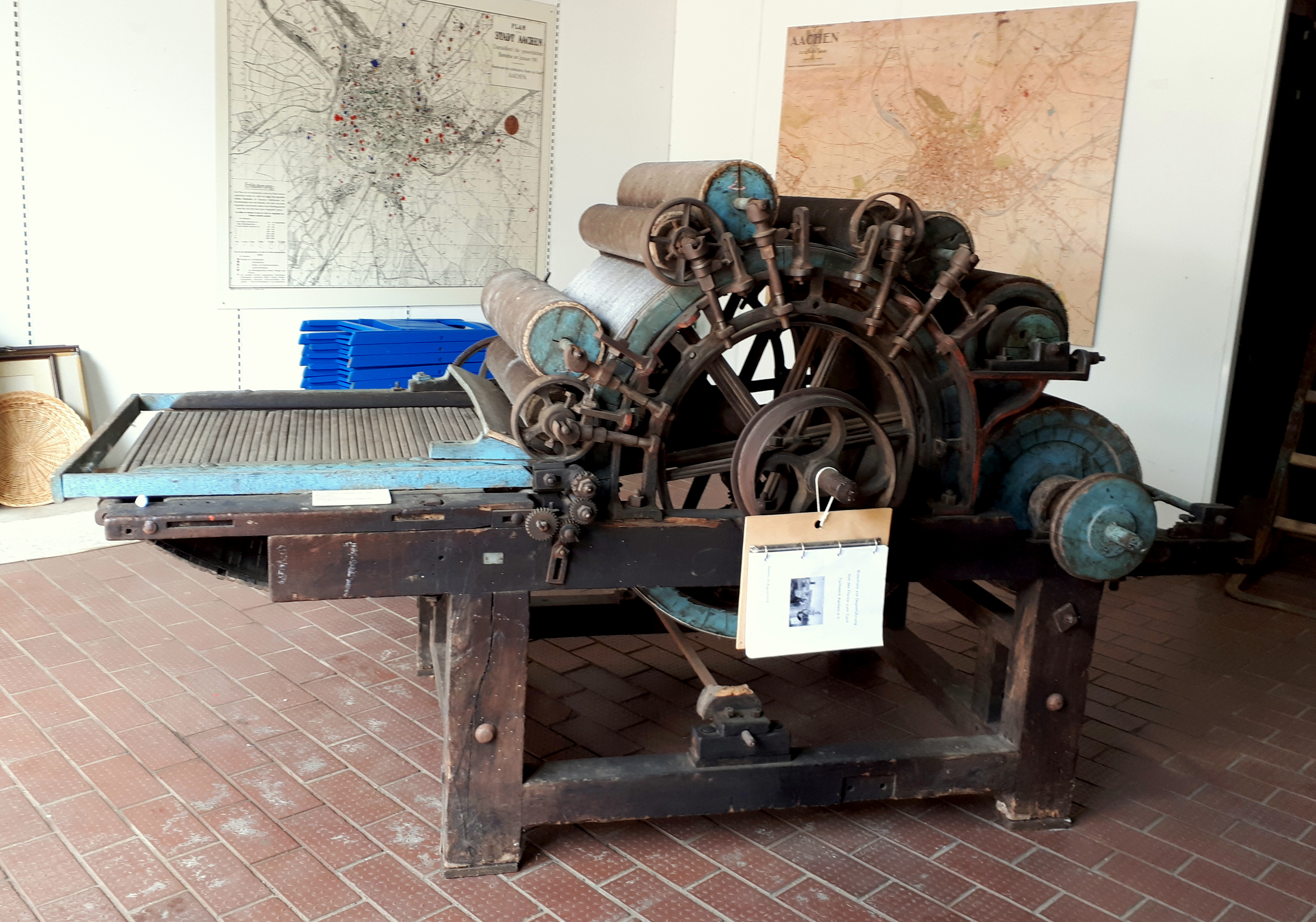
Uralt-Krempel System Cockerill, Baujahr um 1830

- Uralt-Krempel – System Cockerill; eine Kardiermaschine aus der Streichgarnspinnerei Guillaume in St. Cecile/Florenville/Belgien. Sie ist das älteste Exponat der Ausstellung und wurde um 1830 nach dem Vorbild der englisch-belgischen Familie Cockerill von einem unbekannten Hersteller entwickelt.
- Musterkrempel; hergestellt um 1960 in der Maschinenfabrik Memmingen KG; zuletzt eingesetzt in der Firma Meyersohn-Woll in Hochgreuth im Betzigau
- Krempelsatz aus den 1950er-Jahren; eine Spende aus der Tuchfabrik Fritz Hermann KG in Aachen
- Dreikrempelsatz der Firma Duesberg-Bossom in Verviers aus dem Jahr 1960; ein Exponat der Firma AstonJohnson in Kettenis
- Kratzensetzmaschine der Aachener Maschinenbau GmbH, Baujahr 1950, zuletzt eingesetzt in der Kratzenfabrik Eduard Schwartz, Aachen
- Reißwolfmaschine ursprünglich als Krempelwolf geliefert; eine Maschine aus der Textilmaschinenbaufirma Duesberg-Bosson in Verviers, Baujahr 1961, ein Exponat der Firma AstonJohnson in Kettenis.
- Schmälzapparat aus dem Jahr 1950, hergestellt bei Joeres & Pferdmenges in Rheydt. Er dient mit seiner „Schmälzemulsion“ zur Benetzung der Wolle im Reißwolf, um das unnötige Zerreißen der Wollfasern zu vermeiden.
- Mischturm der Firma Duesberg-Bosson in Verviers aus dem Jahr 1962; Exponat von AstenJohnson Kettenis. Er übernimmt die gelockerten Fasern des Reißwolfes und führt diese geschichtet dem Krempelsatz zu.

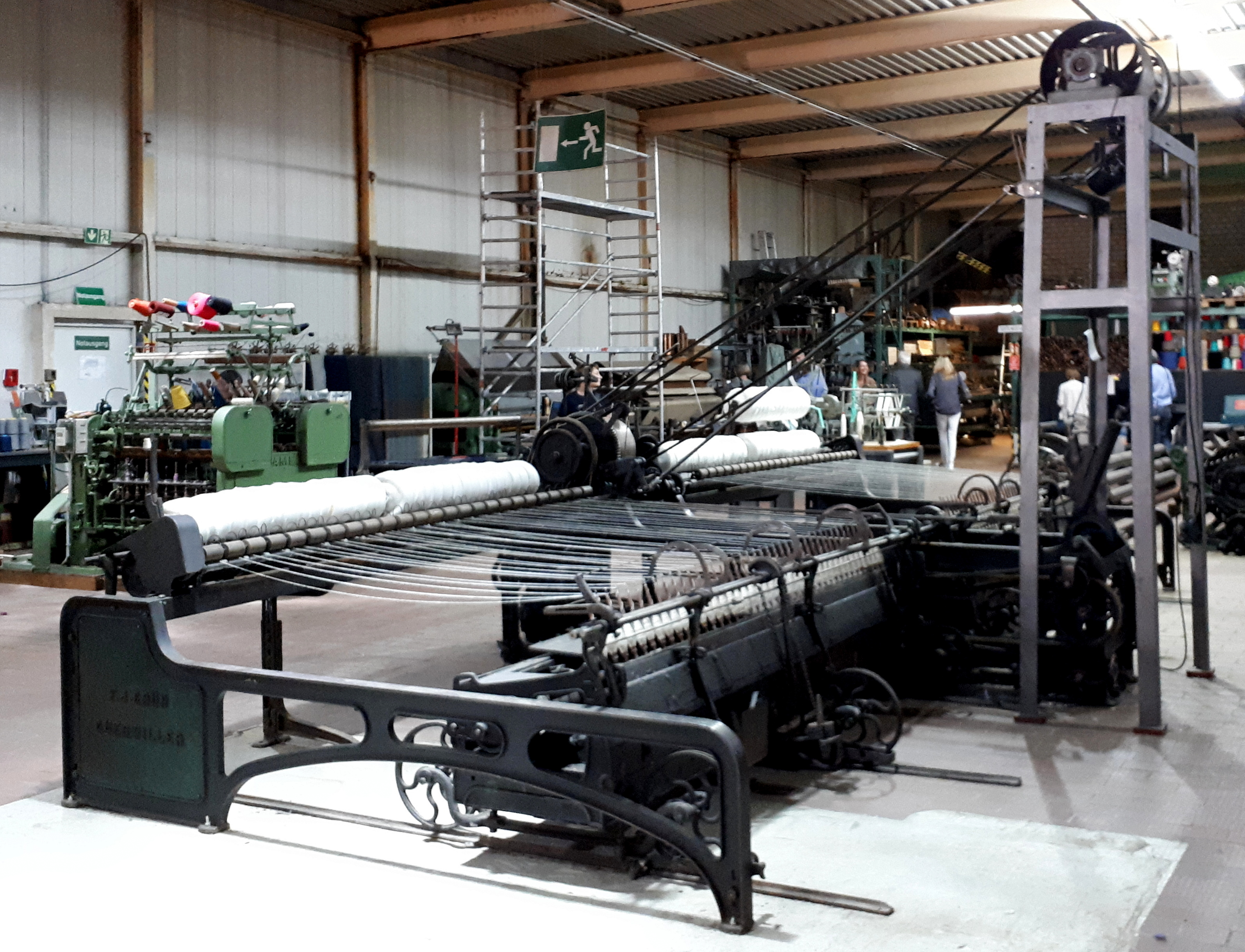
Selfaktor

- Selfaktor aus dem Jahr 1913 der Firma F. J. Grün in Guebwiller im Elsass; ein Erwerb aus der Streichgarnspinnerei Guillaume in St. Cecile/Belgien
- Ringspinnmaschine aus der Werkstatt von Spinnbau Bremen, Baujahr 1950: zuletzt im Einsatz im Institut für Textil- und Bekleidungstechnik der Hochschule Niederrhein in Mönchengladbach
- Autoconer; eine Spulmaschine, Baujahr 1969, der Firma Schlafhorst, Mönchengladbach; letzter Standort der Gewerblichen Schule Aachen
- Zwirnmaschine der Firma Carl Hamel aus Chemnitz, ein Geschenk der Vereinigung der Unternehmerverbände als Nachfolger der Aachener Textilingenieurschule
- Doppeldrahtzwirnmaschine; ein Exponat der Maschinenfabrik H. Weller, vormals Pfenningsberg & Co.; das Exponat stammt aus der Auflösung der Aachener Textilschule
- Mechanischer Webstuhl der Firma Lenz, Mönchengladbach, Baujahr 1920
- Jacquardwebmaschine der Firma TEXO, Norrköping/Schweden, Baujahr 1953; Exponat aus der Insolvenzmasse der Firma Becker & Führen
- Wasch- und Walkmaschine; ein Exponat der Tuchfabrik Thomas Josef Heimbach aus Düren und Kelmis, hergestellt um 1883 in der Maschinenfabrik Leopold Philipp Hemmer
- Rauhmaschine der Maschinenfabrik Montforts in Mönchengladbach aus dem Jahr 1959; letzter Standort Weberei Kindermann, Ibbenbüren
- Schermaschine; hergestellt in der Maschinenfabrik Neuman & Esser mit Schermessern der Firmen Severin Heusch und J. Schlenter & Cie
- Dekatiermaschine; ein Produkt der Maschinenfabrik Moritz Jahr in Gera für die Textilveredelung
- Sammlungen von Kleinmaschinen und Zubehör wie beispielsweise:
  - historische Spinnräder
  - historische Nähmaschinen
  - Prüfgeräte zur Prüfung der Qualität der Wolle hinsichtlich Länge, Dicke und Kräuselung der Fasern, bzw. beim Garn oder Zwirn hinsichtlich Feinheit, Gleichmäßigkeit, Dehnung und Reißfestigkeit. Die Qualitätsprüfung ist ein Merkmal der Aachener Textilgeschichte; bereits 1887 wurde in Aachen als erstes seiner Art das „Öffentliche Warenprüfungsamt für das Textilgewerbe“ gegründet.

Exponate (Auswahl)
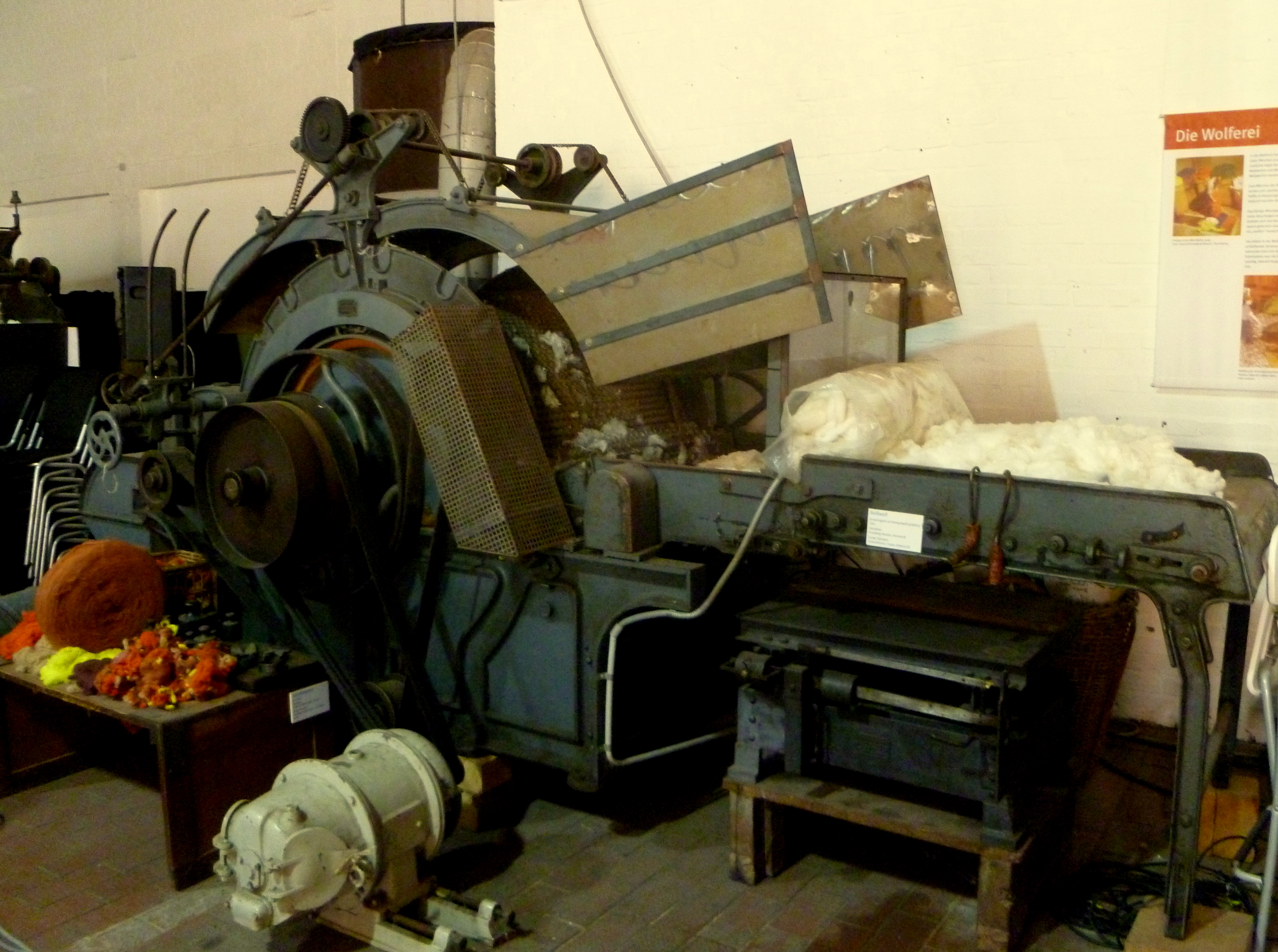
Reißwolf mit Schmälzapparat
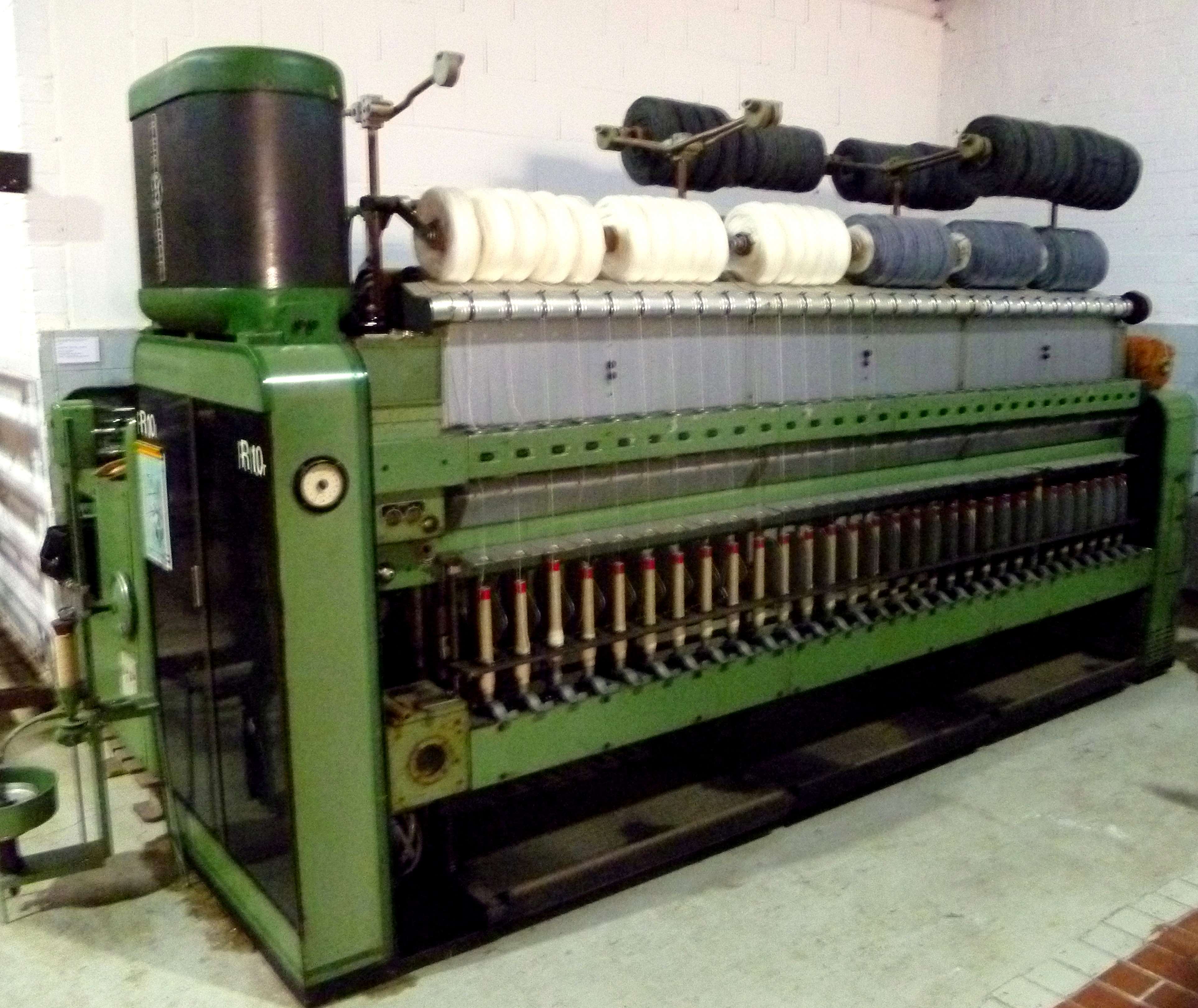
Ringspinnmaschine
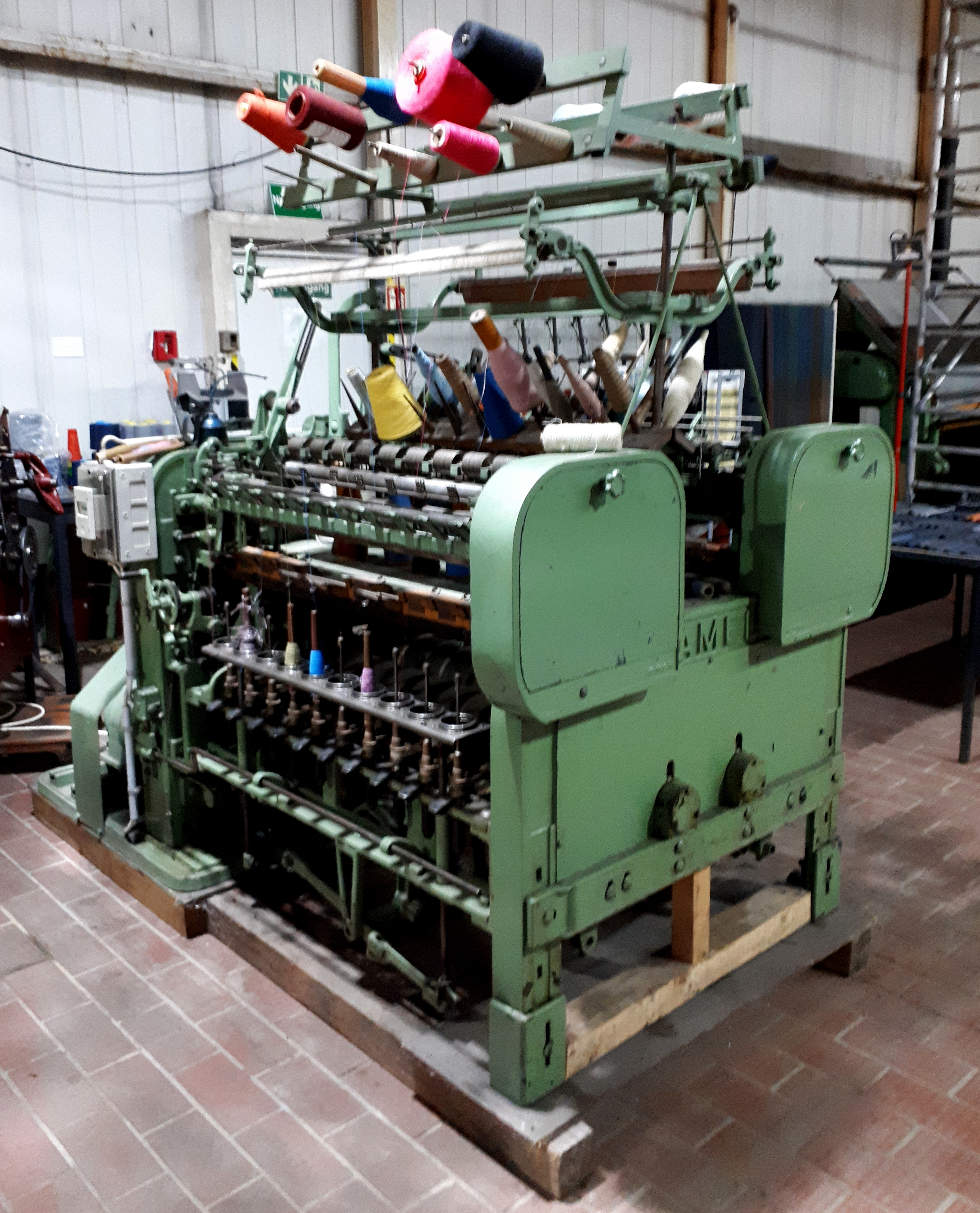
Doppeldraht-Zwirnmaschine
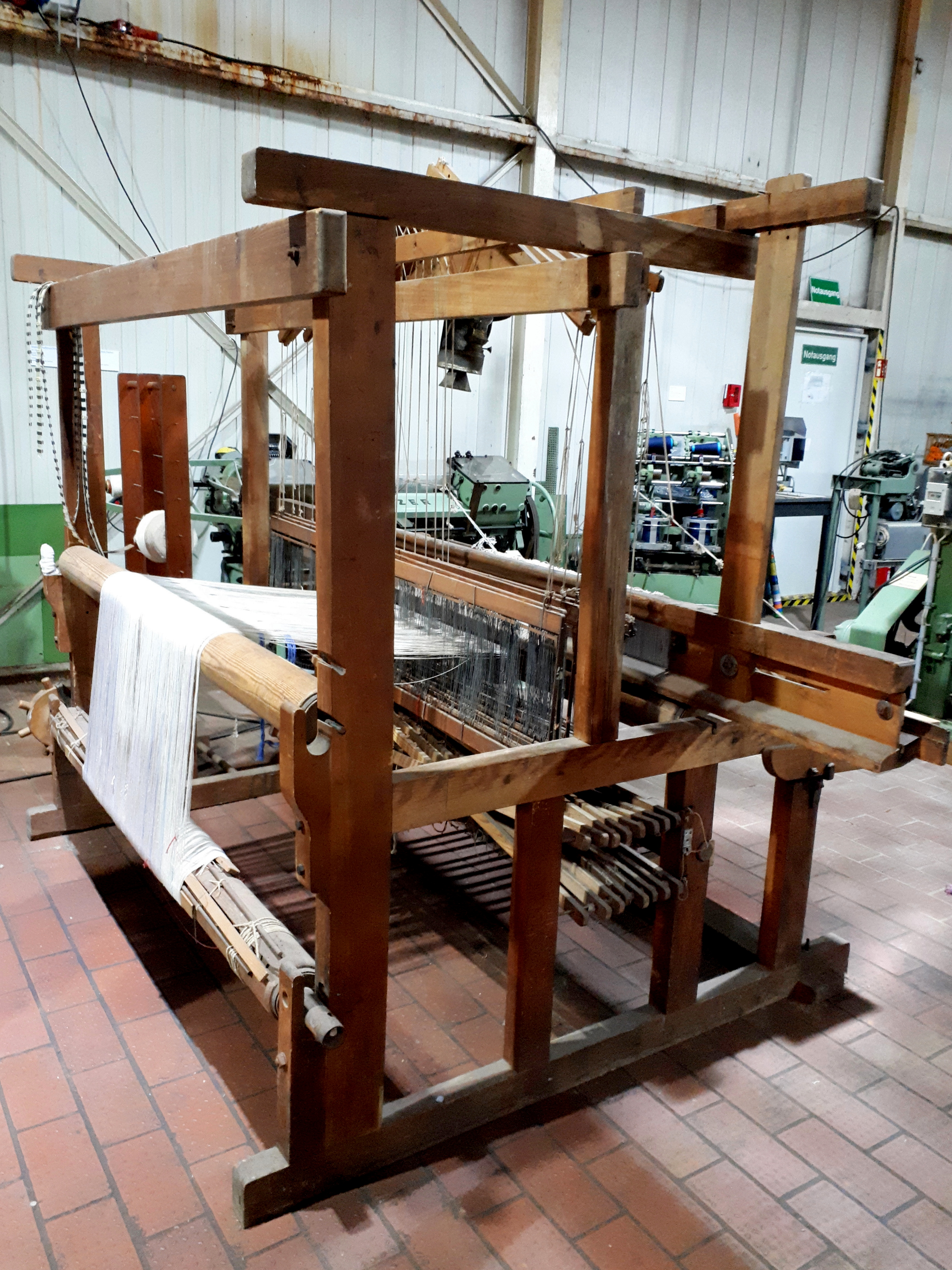
Handwebstuhl
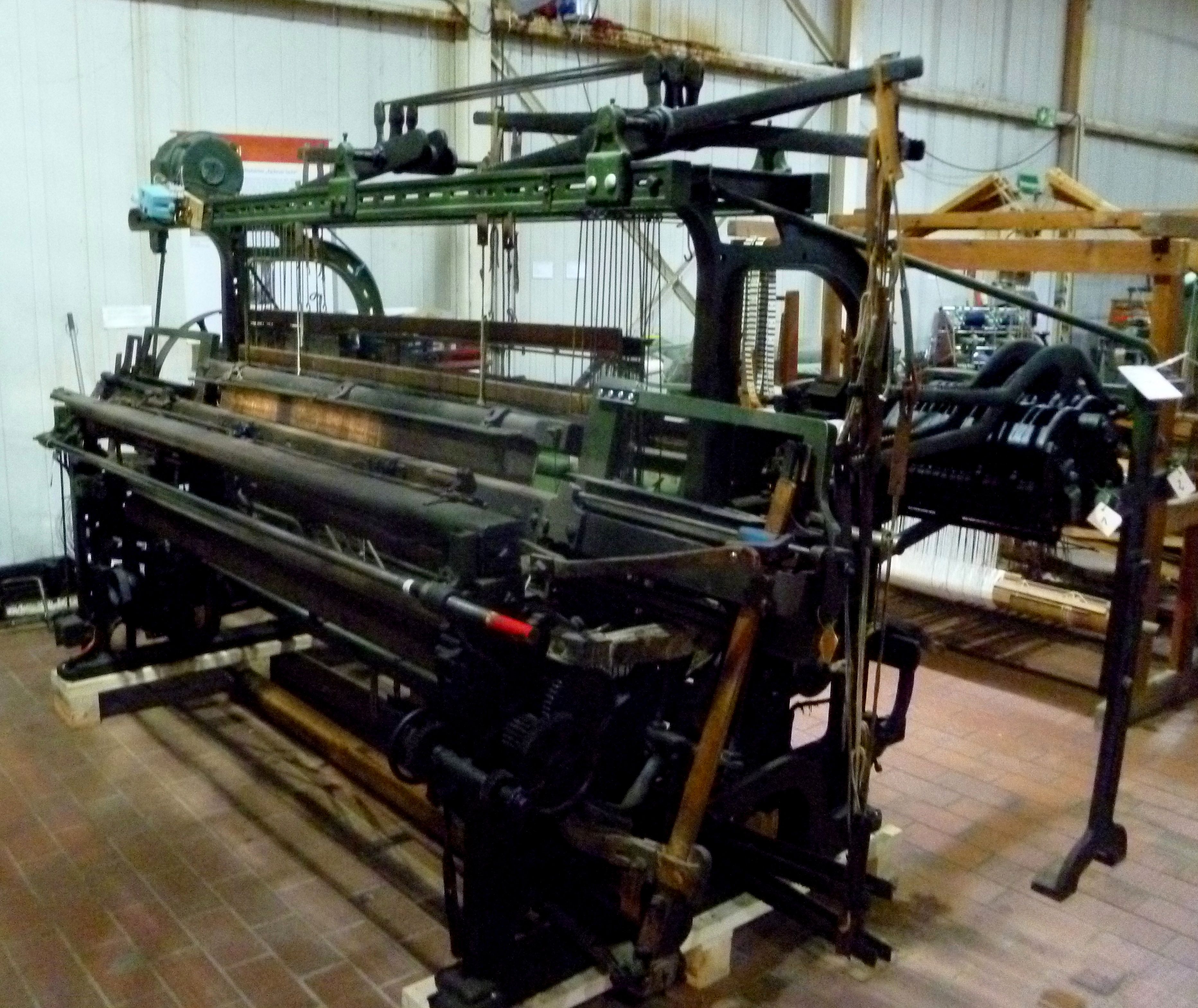
Mechanischer Webstuhl
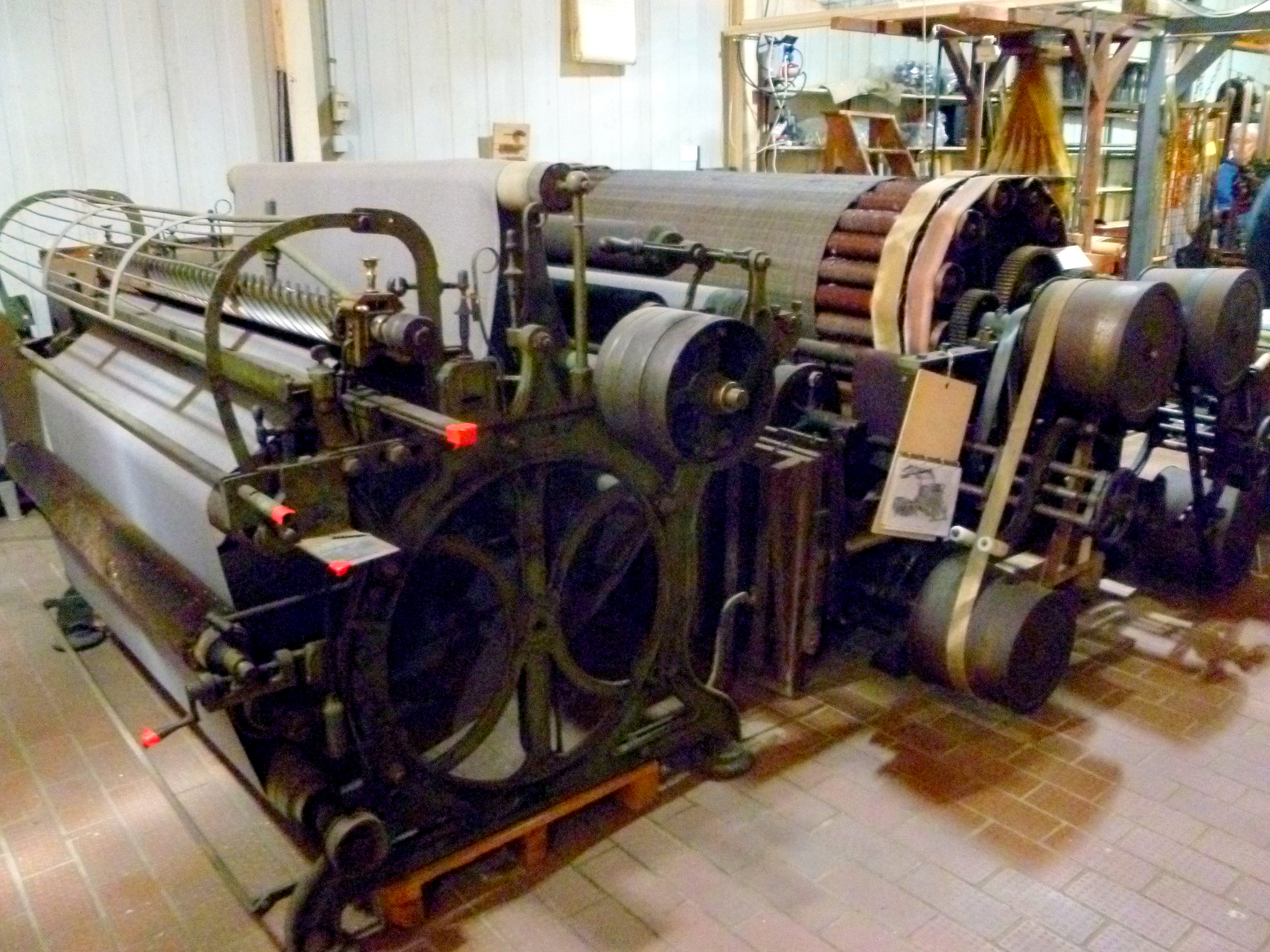
Raumaschine
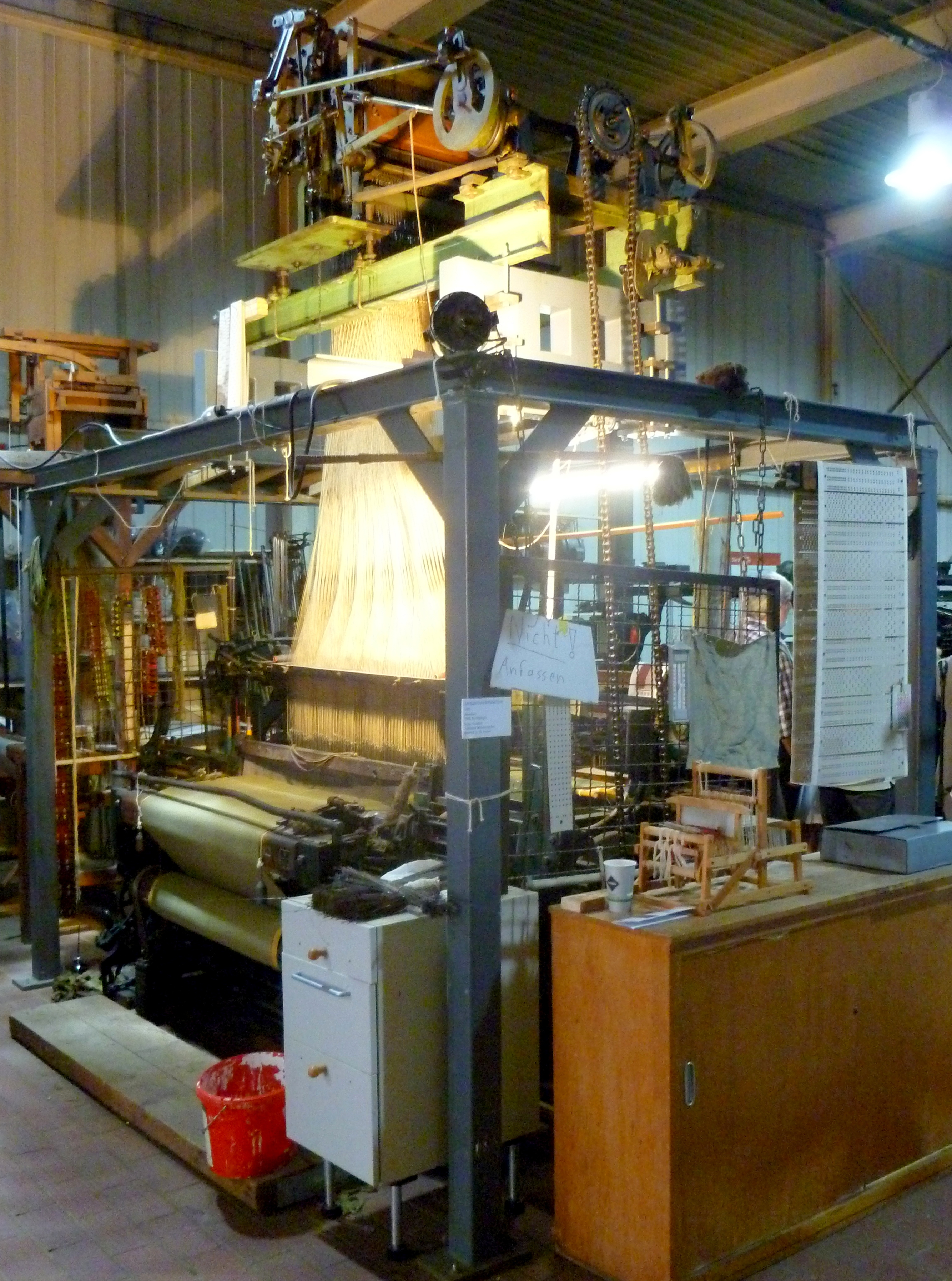
Jacquard-Webmaschine
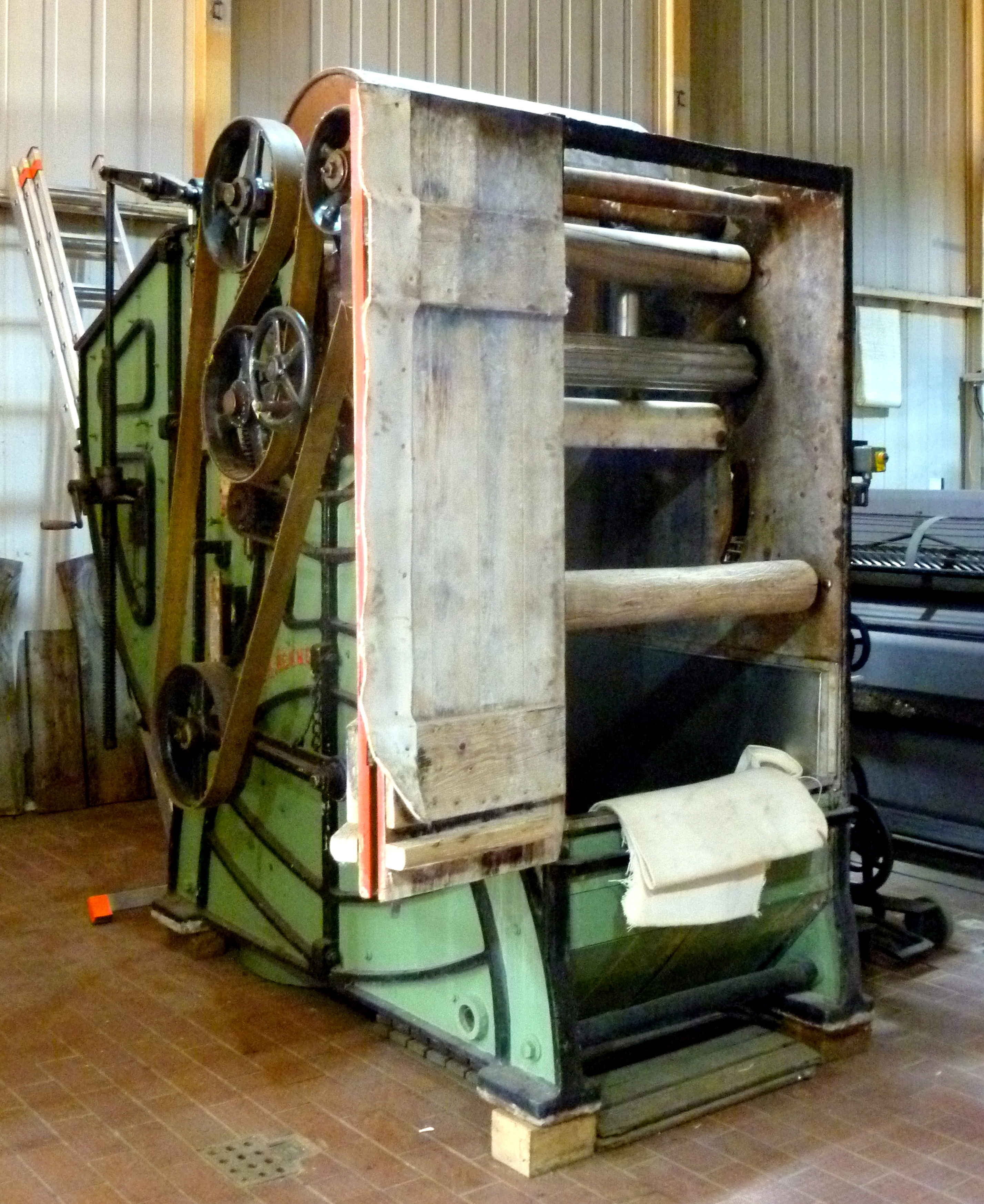
Walkmaschine
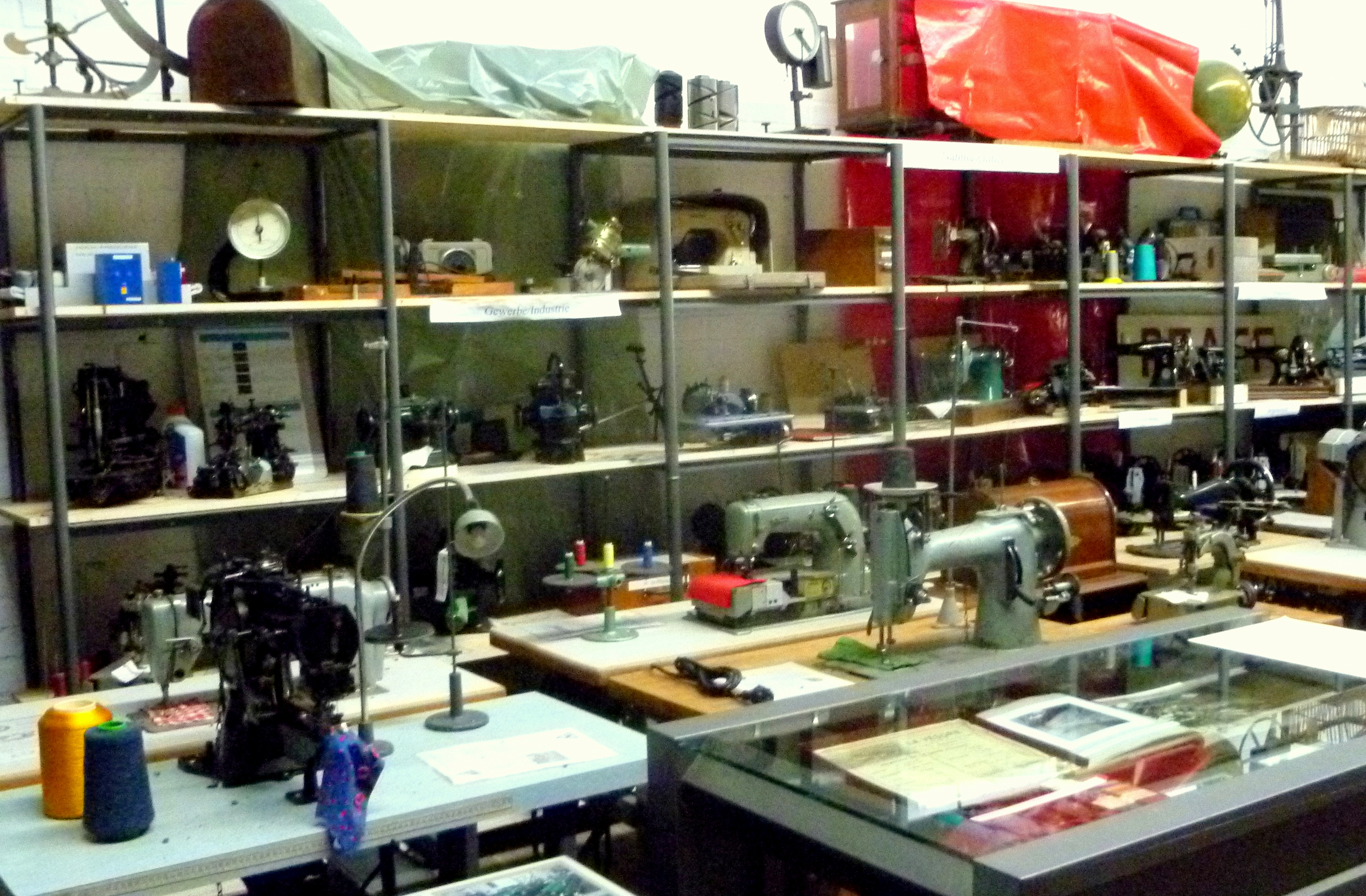
Historische Nähmaschinen